# Velká cena Indianapolis silničních motocyklů
Velká cena Indianopolis silničních motocyklů (Grand Prix Indianapolis) je motocyklový závod, který se koná v Indianapolis, jako součást Prix silničních motocyklů závodní sezóny.

## Vítězové Grand Prix silničních motocyklů - Indianopolis
| Rok  | Trať         | 125 cc                  | Moto2                     | MotoGP                   | Report |
| ---- | ------------ | ----------------------- | ------------------------- | ------------------------ | ------ |
| 2010 | Indianapolis | Nicolas Terol (Aprilia) | Toni Elías (Moriwaki)     | Dani Pedrosa (Honda)     | Report |
| Rok  | Trať         | 125 cc                  | 250 cc                    | MotoGP                   | Report |
| 2009 | Indianapolis | Pol Espargaro (Derbi)   | Marco Simoncelli (Gilera) | Jorge Lorenzo (Yamaha)   | Report |
| 2008 | Indianapolis | Nicolas Terol (Aprilia) | Nejelo se                 | Valentino Rossi (Yamaha) | Report |